# (6702) 1988 BP3
(6702) 1988 BP3 est un astéroïde de la ceinture principale de 10,807 km de diamètre découvert en 1988.

## Description
(6702) 1988 BP3 a été découvert le 18 janvier 1988 à l'observatoire de La Silla, au Chili,  par H. Debehogne.

### Caractéristiques orbitales
L'orbite de cet astéroïde est caractérisée par un demi-grand axe de 2,70 UA, un périhélie de 2,34 UA, une excentricité de 0,13 et une inclinaison de 7,77° par rapport à l'écliptique. Du fait de ces caractéristiques, à savoir un demi-grand axe compris entre 2 et 3,2 UA et un périhélie supérieur à 1,666 UA, il est classé, selon la JPL Small-Body Database, comme objet de la ceinture principale.

### Caractéristiques physiques
(6702) 1988 BP3 a une magnitude absolue (H) de 13,4 et un albédo estimé à 0,079, ce qui permet de calculer un diamètre de 10,807 km. Ces résultats ont été obtenus grâce aux observations du Wide-field Infrared Survey Explorer (WISE), un télescope spatial américain mis en orbite en 2009 et observant l'ensemble du ciel dans l'infrarouge, et publiés en 2011 dans un article présentant les premiers résultats concernant les astéroïdes de la ceinture principale.